# Icarops
Icarops é um gênero extinto de morcegos mystacinidae com três espécies descritas. O gênero é conhecido a partir de fósseis encontrados em Riversleigh, noroeste de Queensland, e do site de fósseis Bullock Creek, Território do Norte, Austrália. Os fósseis datam do final do Oligoceno ao início Mioceno.